# Pawieł Anceborienko
Pawieł Afanasjewicz Anceborienko (ros. Павел Афанасьевич Анцеборенко, ur. 1925 we wsi Majdaniwka w obecnym obwodzie połtawskim, zm. 20 sierpnia 1944 w miejscowości Hargla w Estonii) – radziecki żołnierz, czerwonoarmista, uhonorowany pośmiertnie tytułem Bohatera Związku Radzieckiego (1945).

## Życiorys
Urodził się w ukraińskiej rodzinie chłopskiej. W wieku 7 lat stracił rodziców. W 1939 skończył niepełną szkołę średnią, uczył się w szkole fabryczno-zawodowej, później pracował w fabryce. We wrześniu 1941 ochotniczo wstąpił do Armii Czerwonej, od października 1941 uczestniczył w wojnie z Niemcami. Walczył na 3 Froncie Nadbałtyckim. W sierpniu 1944 jako zwiadowca plutonu 506 pułku piechoty 198 Dywizji Piechoty 1 Armii Uderzeniowej 3 Frontu Nadbałtyckiego nawiązał łączność z batalionem w miejscowości Hargla. 20 sierpnia podczas wykonywania misji zwiadowczej wraz z innymi zwiadowcami napotkał oddział wroga. Wywiązała się nierówna walka, podczas której zabił ośmiu żołnierzy przeciwnika i ostrzeliwał się do ostatniego naboju, osłaniając odwrót towarzyszy, a następnie wysadził się granatem, by nie wpaść w ręce wroga. Postanowieniem Prezydium Rady Najwyższej ZSRR z 24 marca 1945 pośmiertnie otrzymał tytuł Bohatera Związku Radzieckiego i Order Lenina.